# 宇都宮農業協同組合
宇都宮農業協同組合（うつのみやのうぎょうきょうどうくみあい、略称：JAうつのみや、宇都宮農協）は、栃木県宇都宮市に本所を置く農業協同組合である。宇都宮市のほか、河内郡上三川町と下野市の旧南河内町域を管轄する。

## 沿革
- 1998年3月1日 - （旧）宇都宮・上河内・栃木かわち・南河内・かみのかわの5農協が新設合併し、（新）宇都宮農業協同組合が発足[1]。

## 拠点一覧

### 旧JA宇都宮
本所
栃木県宇都宮市戸祭元町3-10
中央支所
栃木県宇都宮市中央1丁目9-7
宝木出張所
栃木県宇都宮市宝木町1丁目2591-1
平石支所
栃木県宇都宮市平出町1769-3
南部支所
栃木県宇都宮市砂田町526
城山支所
栃木県宇都宮市駒生町2326-2
北部支所
栃木県宇都宮市新里町丙286-1
豊郷支所
栃木県宇都宮市関堀町199-1
清原支所
栃木県宇都宮市竹下町333-2
姿川支所
栃木県宇都宮市下砥上町1486-1

### 旧JA上河内
上河内支所
栃木県宇都宮市下小倉町1218

### 旧JA栃木かわち
河内支所
栃木県宇都宮市白沢町1797

### 旧JA南河内
南河内支所
栃木県下野市田中579-1

### 旧JAかみのかわ
上三川支所
栃木県河内郡上三川町大字上三川3237

## 主な作物
- いちご[1]
- 米[1]（みやおとめ）
- 玉葱
- トマト[1]
- ニラ[1]
- 宇都宮牛[1]
- ナシ[1]
- リンゴ[1]